# Coelocryptus
Coelocryptus é um género de coleópteros da família Erotylidae.